# مايلز غولدينج
مايلز غولدينج (بالإنجليزية: Miles Golding)‏ هو موسيقي نيوزيلندي، ولد في 1951.

## وصلات خارجية
- مايلز غولدينج على موقع ميوزك برينز (الإنجليزية)
- مايلز غولدينج على موقع أول ميوزيك (الإنجليزية)
- مايلز غولدينج على موقع ديسكوغز (الإنجليزية)